# Честмир Вицпалек
Честмир Вицпалек (чеськ. Čestmír Vycpálek, нар. 15 травня 1921, Прага, Чехословаччина — пом. 5 травня 2002, Палермо, Італія) — чехословацький футболіст, що грав на позиції півзахисника. По завершенні ігрової кар'єри — тренер. Дядько Зденека Земана.
Виступав, зокрема, за клуб «Парма», а також національну збірну Чехословаччини.
Як тренер — триразовий чемпіон Чехії, дворазовий чемпіон Італії. 

## Клубна кар'єра
У дорослому футболі дебютував 1939 року виступами за команду клубу «Славія», в якій провів два сезони, взявши участь в 11 матчах чемпіонату. За цей час виборов титул чемпіона Чехії.
Згодом з 1941 по 1952 рік грав у складі команд клубів «Циденіче», «Славія», «Нітра», «Славія», «Ювентус» та «Палермо». Протягом цих років додав до переліку своїх трофеїв ще два титули чемпіона Чехії.
1952 року перейшов до клубу «Парма», за який відіграв 6 сезонів. Більшість часу, проведеного у складі «Парми», був основним гравцем команди. Завершив професійну кар'єру футболіста виступами за команду «Парма» у 1958 році.

## Кар'єра тренера
Розпочав тренерську кар'єру відразу ж по завершенні кар'єри гравця, 1958 року, очоливши тренерський штаб клубу «Палермо».
Протягом тренерської кар'єри також очолював команди клубів «Сіракуза», «Марцотто Вальданьйо», «Юве Багерія» та «Мацара», а також входив до тренерських штабу клубу «Палермо».
Останнім місцем тренерської роботи був клуб «Ювентус», головним тренером команди якого Честмир Вицпалек був з 1971 по 1974 рік. Двічі поспіль, у 1972 і 1973 роках, приводив туринську команду до перемог у Серії A.
Помер 5 травня 2002 року на 81-му році життя у місті Палермо.

## Титули і досягнення

### Як гравця
- Чемпіон Чехословаччини (3):

«Славія»:  1939-1940, 1941-1942, 1942-1943

### Як тренера
- Чемпіон Італії (2):

«Ювентус»:  1971-1972, 1972-1973